# Torbern Olof Bergman

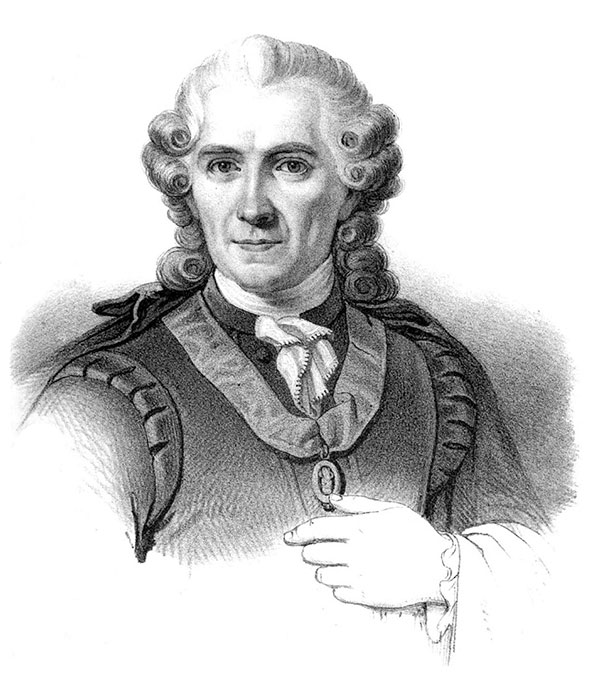
Torben Olof Bergman

Torbern Olof Bergman, nascut el 20 de març de 1735 a Katrineberg, Suècia i traspassat el 8 de juliol de 1784 a Medevi, Suècia, va ser un químic suec i mineralogista que va destacar per la seva obra de 1775 Disquisitio de Attractionibus Electivis, que contenia les taules d'afinitat químiques més extenses del moment.

## Biografia
Bergman va rebre la seva formació científica a la Universitat d'Uppsala, on es va doctorar el 1758. Després, el 1761, va aconseguir el càrrec de professor adjunt de matemàtiques a la mateixa universitat per acabar, el 1767, convertint-se en professor de química, càrrec que ocupà la resta de la seva vida.

## Obra
Els seus primers estudis varen ser sobre l'arc de Sant Martí i en l'Aurora Boreal, de la qual creia que tenia una alçària de 740 quilòmetres.
Bergman va ser el primer químic per utilitzar el sistema de notació de lletres (A, B, C, etc.) per representar les diferents espècies químiques. Va desenvolupar un esquema de classificació mineral basat en les característiques químiques i en l'aspecte.
En la seva obra de 1775 Disquisitio de Attractionibus Electivis (Una tesi sobre les atraccions electives), va incloure taules ordenant els elements químic segons la seva afinitat química (la seva capacitat per reaccionar i desplaçar uns altres elements en un compost). S'han documentat entre el 1730 i el 1790 un total de trenta-un intents de classificació de les substàncies en taules seguint l'ordre de les afinitats. Però la taula de Bergman va ser la de més èxit i la que marcà la pauta fins a finals del segle xviii. La taula de Bergman —amb cinquanta-nou columnes— va superar tot allò realitzat fins en aquell moment i es convertí en el nou model a seguir quasi setanta anys després de l'aparició de la taula del francès Étienne François Geoffroy. La segona meitat del segle xviii va marcar el punt àlgid de l'èxit de l'afinitat química. La voga de l'afinitat fou tal que els químics es veieren obligats a emprar el terme, el concepte i, també, a retocar o reproduir una taula d'afinitats en els seus textos. Però tan sols aquells químics partidaris de les concepcions newtonianes van intentar construir una teoria coherent amb l'esperança de poder quantificar l'afinitat. El text de Berman, revisat i augmentat, va ser traduït al francès el 1778 amb el títol de Traité des affinités chymiques i constituí així un resum dels coneixements del moment sobre els canvis químics, classificats i ordenats. El fonament de la seva teoria era que l'ordre de les afinitats pròpies de les substàncies era sempre constant, tot i que es podia pertorbar si variaven les condicions externes: la calor i l'aigua que actuava com a dissolvent. La taula de Bergman es va convertir en la millor acreditació visual d'una determinada visió del canvi químic basada en la seva electivitat.
Va contribuir de manera decisiva a l'avenç de l'anàlisi quantitativa introduint nous reactius i mètodes analítics. La seva obra de 1778 De Analysi Aquarum (Sobre l'anàlisi de l'aigua) és el primer tractat complet d'anàlisi d'aigües minerals.
El 1771, quatre anys després que Joseph Priestley produís artificialment aigua mineral amb gas, Bergman va inventar un altre procés per fer aigua amb gas per l'acció d'àcid sulfúric sobre guix. Entre les contribucions més important també destaca la seva recerca sobre la química de metalls, especialment del bismut i del níquel.
Però alguns autors consideren que l'aportació més important a la química va ser descobrir Carl Wilhelm Scheele.

### Obres
- Physick Beskrifning Ofver Jordklotet, 1766.
- Disquisitio de Attractionibus Electivis, 1775.
- De Analysi Aquarum, 1778.
- Opuscula physica et chemica, 1779-1781.

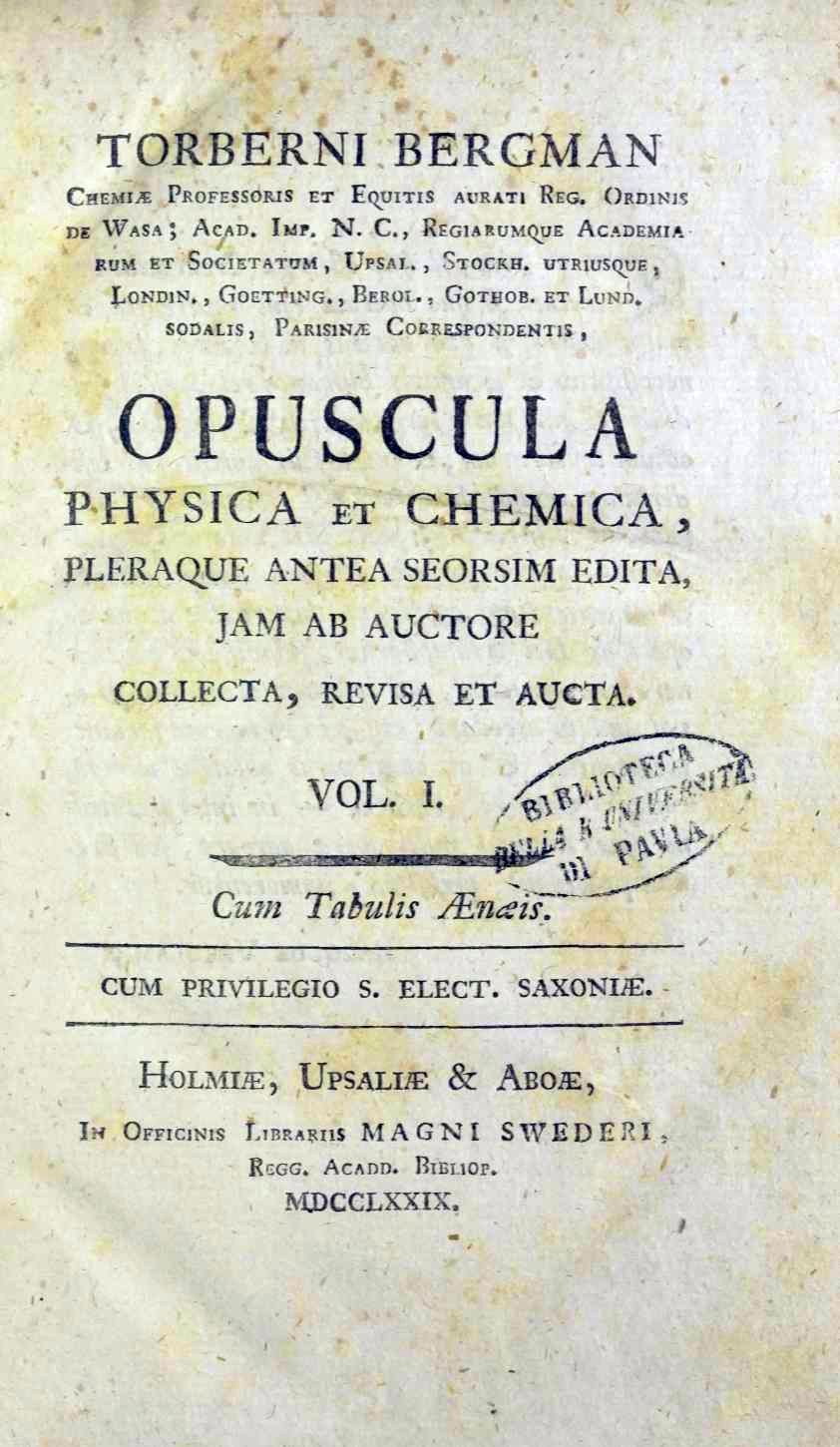
Opuscula physica et chemica, 1779